# 春香院
春香院（しゅんこういん、天正8年5月7日（1580年6月18日） - 寛永18年11月20日（1641年12月22日））は、安土桃山時代から江戸時代初期の女性。前田利家の七女、生母はまつ（芳春院）。名はおちよ。前田 千世（まえだ ちよ）。千世姫、千代姫、長姫とも。愛称はおちよ、かもじ：村井妻、しゅんもじ：春香院。

## 生涯
慶長2年（1597年）2月に豊臣秀吉の指示により細川忠興の嫡男忠隆と結婚する。関ヶ原合戦の前､千世は姉豪姫の指図により乗り物で大坂の屋敷を脱出し、前田屋敷に逃げたが、このことが細川家の印象を害し、細川家を追われ前田家に帰ることになった。夫の忠隆も千世を庇ったため細川家を追われ、前田家を頼ろうとしたが、前田家もこの夫妻を保護しなかったため離婚することになった。なお、史料では慶長10年（1605年）から同14年（1609年）に京都で忠隆に生まれた子供の徳（後に左大臣・西園寺実晴室）、吉、福（後に久世家初代・通式室）、万（早世）の4子女の母は千世であるとしている。
慶長10年（1605年）、1万7千石余を知行する人持組頭の村井長次と再嫁したとされる。
再嫁後は長次との間に子はなかったものの、養子長光（織田長孝の子で、織田有楽斎の孫にあたる）をとり、慶長18年（1613年）に長次が死去したあとは、落飾して村井家で春香院と名乗る。また、春香院は村井長次死後に能登領熊甲神社の再建などもしている。
1641年金沢で死去、享年62、墓地は野田山。法名は春香院殿梅室昌薫大姉。
春香院は芳春院の末子でもあり、子供のうちで最も可愛がられたようで、春香院宛の芳春院自筆状が金沢市の加越能文庫や前田土佐守家資料館などに多く現存する。